# Raggio solare
Il raggio solare (abbreviato in R⊙) è un'unità di misura impiegata in astronomia ed astrofisica per esprimere le dimensioni di una stella ed altri oggetti di dimensioni paragonabili. Il valore è: {\displaystyle R_{\odot }=6,960\times 10^{8}{\hbox{ m}}}, circa 109 volte il raggio della Terra.